# Grégory Lorenzi
Grégory Lorenzi (Bastia, 17 dicembre 1983) è un dirigente sportivo ed ex calciatore francese, di ruolo difensore, direttore sportivo del Brest.

## Carriera
Ha giocato nella massima serie belga (con l'Excelsior Mouscron) e in quella francese (con Brest e Arles-Avignon).
Dal 2014 milita nella terza serie tedesca con lo Jahn Ratisbona.